# Vasche di Maccarese
Le Vasche di Maccarese rappresentano, ad oggi, una delle principali oasi del litorale romano.
L’Oasi si estende per 33 ettari all’interno del Comune di Fiumicino ed è occupata per la maggior parte da vasche d’acqua artificiali. 
Costruiti nel 1970, questi bacini idrici servivano prettamente a scopo di caccia sportiva. Vennero poi riconvertiti per la pesca e la produzione controllata di diversi organismi acquatici, ma senza alcun successo. 
Visto lo scarso beneficio della riconversione, le Vasche vennero abbandonate, permettendo a flora e fauna tipiche degli ambienti umidi di popolare l’intera zona.

## Flora e Fauna
L’origine del luogo come artificio umano non ha impedito alla biodiversità di appropriarsi degli ambienti, tanto che, ad oggi, l’Oasi conta oltre cento diverse specie di piante.
La vegetazione è distribuita in modo da permetterne la divisione in quattro diverse zone:
-terreno coltivato ad eucalipto (Eucalyptus globulus, Eucalyptus camaldulensis);
-il canneto;
-i prati;
-aree a vegetazione acquatica.
Nelle zone interessate dalla presenza delle cannucce di palude (Phragmites australis) possiamo trovare fioriture di iris gialli (Iris pseudoacorus), mentre nei prati, stesi lungo i sentieri che dividono le vasche, si possono osservare fioriture di narciso (Narcissus tazetta), di orchidea acquatica (Anacamptis laxiflora) e di cencio molle (Abutilon theophrasti).
Oltre ai molti pesci, quali carpe, anguille, cefali e carassi, sono presenti anfibi come il rospo comune (Bufo bufo) e il rospo smeraldino (Bufo viridis).
Nel tempo è stata introdotta anche la specie di rana toro (Lithobates catesbeianus).
Tra i rettili è rilevante la presenza della testuggine d’acqua (Emys orbicularis), della natrice dal collare (Natrix natrix), di quella tassellata, che si differenzia dalla Natrix natrix per via dell’assenza del collarino più chiaro, e del biacco (Hierophis viridiflavus). 
Tra i mammiferi troviamo, invece, la nutria – anche questa specie introdotta dall’uomo-, la donnola, il toporagno, l’istrice e la volpe.
Le Vasche di Maccarese, grazie all’acquisizione nel tempo di un carattere sempre più naturale, sono diventate luogo di permanenza, nella stagione più fredda, di molte specie di uccelli, come volpoche (Tadorna tadorna), mestoloni (Spatula clypeata), alzavole (Anas crecca), morette (Aythya fuligula), canapiglie (Mareca strepera), codoni (Anas acuta) e moriglioni (Aythya ferina).
Durante tutto l’anno, invece, vi si possono trovare gallinelle d'acqua, folaghe (Fulica), tuffetti (Tachybaptus ruficollis) e germani reali.
L’abbondanza d’acqua, con i suoi numerosi abitanti, permette la permanenza anche di cormorani e martin pescatori.
Come loro, anche altri ospiti approfittano dell’abbondanza di pesci, ad esempio il tarabuso (Botaurus stellaris), il falco di palude e il falco pescatore, presente, però, solo durante la stagione autunnale.
Un’altra famiglia di volatili ampiamente presente è quella degli ardeidi (Ardeidae), di cui fanno parte aironi bianchi maggiori, garzette, aironi cenerini e guardabuoi (Bubulcus ibis).
In primavera, invece, è possibile ammirare il cavaliere d'Italia (Himantopus himantopus) e l'airone rosso (Ardea purpurea), entrambi uccelli di passo.
Quando la stagione diviene più fredda, da qualche tempo a questa parte, si può osservare anche la presenza di alcuni fenicotteri rosa, in attesa che riprendano il volo per svernare nelle regioni calde del Nord Africa.
Proprio per agevolare la loro permanenza, gli operatori del WWF hanno appositamente abbassato il livello idrico della quarta vasca, così da permettergli di smuovere le acque del fondale alla ricerca di cibo.